# Amotken
En la mitología Salish, Amotken es el dios creador. Entre los Kashpel, los Flathead y los Coeur d'Alene se le llamaba «Espíritu Grande del Cielo» o «Aquel que Ocupa la Cumbre de la Montaña». Su símbolo era el Sol y el de su hijo, Spokani, la Luna. En los relatos Salish, Amotken es representado como un anciano amable y sabio que vive solo en el cielo siempre preocupado por su creación.
Las narraciones orales Salish forman el cuerpo principal de la tradición narrativa de los hablantes de las lenguas salishanas que viven en Columbia Británica en Canadá, y en Washington, Idaho y en Montana, en Estados Unidos. Cada uno de los muchos grupos de estos pueblos tiene sus propias historias, y cada narrador puede interpretarlas a su manera, pero muchas de ellas son similares, y comparten temas y personajes, ya que sus orígenes históricos parten de la cultura proto-salishana. Las descripciones más antiguas de las tradiciones orales de los salish están en las colecciones de la mitología de los Nuxálk, recogidas por Franz Boas en los años 1880.

## Historia
En una ocasión, Amotken creó a cinco mujeres jóvenes a partir de cinco cabellos de su cabeza y les preguntó lo que querían ser. Cada una dio una respuesta diferente: la primera pidió ser la madre de la maldad y la crueldad; la segunda, la del bien; la tercera pidió ser la madre de la Tierra; la cuarta la del fuego; y la quinta y última la madre del agua. Amotken les otorgó sus deseos y las envió a la Tierra para que gobernaran durante un tiempo, pero para evitar que se pelearan entre ellas decretó que cada día una diferente estaría al cargo y que la Maldad empezaría el primer turno.
Metafóricamente hablando, cada día de la historia de Amotken representa una enorme proporción de tiempo para los mortales; de este modo, la Maldad aún reina en la tierra, pero con el tiempo la Bondad llegará a gobernar.